# Campionati spagnoli di ciclismo su strada
I Campionati spagnoli di ciclismo su strada sono la manifestazione annuale di ciclismo su strada che assegna il titolo di Campione di Spagna. I vincitori hanno il diritto di indossare per un anno la maglia di campione spagnolo, come accade per il campione mondiale.
Svoltisi per la prima volta nel 1897 ad Avila, nel 1937 non si tennero a causa della Guerra civile spagnola. In tre periodi (1927-1949, 1958-1961 e 1966-1968) la competizione si svolse non in linea, ma nel formato a cronometro. Dal 1979 si svolge anche la competizione femminile in linea. Dal 1994 una prova a cronometro affianca la normale competizione in linea. Nel 2006 la gara maschile Elite non si svolse a causa di uno sciopero dei corridori.

## Campioni in carica (2025)
| Uomini Elite | Uomini Elite     |
| ------------ | ---------------- |
| In linea     | Iván Romeo       |
| Cronometro   | Abel Balderstone |
| Donne Elite  |                  |
| In linea     | Sara Martín      |
| Cronometro   | Mireia Benito    |

## Albo d'oro

### Titoli maschili
Aggiornato all'edizione 2025.
| Anno      | Vincitore                | Secondo                  | Terzo                    |
| --------- | ------------------------ | ------------------------ | ------------------------ |
| 1897      | José Pessoa              | Juan Sugranes            | Clemente Fabián          |
| 1898-1901 | Non disputato            | Non disputato            | Non disputato            |
| 1902      | Tomás Peñalva            | Salvador Seguí           | Pekín-Bayona (tandem)    |
| 1903      | Ricardo Peris            | Tomás Peñalva            | Julio Álvarez            |
| 1904      | Tomás Peñalva            | Ricardo Peris            | Julio Álvarez            |
| 1905      | Pablo Pujol              | José Pérez               | Tomás Peñalva            |
| 1906      | Luis Amuñategui          | Juan Campesinos          | Domingo Álvarez          |
| 1907      | Luis Amuñategui          | Tomás Sanz               | Marcelino Cuesta         |
| 1908      | Vicente Blanco           | Esteban Espinosa         | Marcelino Cuesta         |
| 1909      | Vicente Blanco           | José Pérez               | Edouard Leonard          |
| 1910      | José Magdalena           | Otilio Borrás            | Jaime Durán              |
| 1911      | Jaime Durán              | Lázaro Villada           | Sebastián Masdeu         |
| 1912      | José Magdalena           | Joaquín Martí            | Antonio Crespo           |
| 1913      | Juan Martí               | Lorenzo Oca              | Joaquín Larrañaga        |
| 1914      | Óscar Leblanc            | Antonio Crespo           | José Magdalena           |
| 1915      | Simón Febrer             | Juan Zumalde             | José Magdalena           |
| 1916      | José Manchón             | Óscar Leblanc            | José Magdalena           |
| 1917      | Lázaro Villada           | Óscar Leblanc            | José Magdalena           |
| 1918      | Simón Febrer             | Juan Martínez            | Miguel Colchón           |
| 1919      | Jaime Janer              | Juan Martínez            | Guillermo Antón          |
| 1920      | Miguel Bover             | Jaime Janer              | José Saura               |
| 1921      | Ramón Valentín           | Miguel García            | Guillermo Antón          |
| 1922      | José Saura               | José María Sanz          | Miguel García            |
| 1923      | Jaime Janer              | Telmo García             | Miguel Mucio             |
| 1924      | Juan Bautista Llorens    | Telmo García             | Teodoro Montheys         |
| 1925      | Ricardo Montero          | Jaime Janer              | Telmo García             |
| 1926      | José Saura               | Juan Bautista Llorens    | Ricardo Montero          |
| 1927      | Miguel Mucio             | Telmo García             | Francisco Cepeda         |
| 1928      | Telmo García             | Eduardo Fernández        | José María Sanz          |
| 1929      | Luciano Montero          | José María Sanz          | Sebastián Aguilar        |
| 1930      | Mariano Cañardo          | Luciano Montero          | Vicente Bachero          |
| 1931      | Mariano Cañardo          | Antonio Escuriet         | José Nicolau             |
| 1932      | Luciano Montero          | Mariano Cañardo          | Salvador Cardona         |
| 1933      | Mariano Cañardo          | Luciano Montero          | Vicente Bachero          |
| 1934      | Luciano Montero          | Mariano Cañardo          | Salvador Cardona         |
| 1935      | Salvador Cardona         | Mariano Cañardo          | Luciano Montero          |
| 1936      | Mariano Cañardo          | Luciano Montero          | Mariano Gascón           |
| 1937      | Non disputato            |                          |                          |
| 1938      | Fermín Trueba            | Francisco Goenaga        | Francisco Aresti         |
| 1939      | Antonio Andrés Sancho    | Mariano Cañardo          | Vicente Trueba           |
| 1940      | Federico Ezquerra        | Diego Cháfer             | Mariano Cañardo          |
| 1941      | Antonio Andrés Sancho    | Antonio Martín Eguia     | Julián Berrendero        |
| 1942      | Julián Berrendero        | Antonio Andrés Sancho    | Diego Cháfer             |
| 1943      | Julián Berrendero        | José Bejarano            | Antonio Martín Eguia     |
| 1944      | Julián Berrendero        | Antonio Martín Eguia     | Vicente Carretero        |
| 1945      | Juan Gimeno              | Joaquín Olmos            | Delio Rodríguez          |
| 1946      | Bernardo Ruiz            | Antonio Andrés Sancho    | Bernardo Capó            |
| 1947      | Bernardo Capó            | Bernardo Ruiz            | Miguel Gual              |
| 1948      | Bernardo Ruiz            | Antonio Gelabert         | Julián Berrendero        |
| 1949      | José Serra               | Bernardo Capó            | Julián Berrendero        |
| 1950      | Antonio Gelabert         | Bernardo Ruiz            | José Vidal Porcar        |
| 1951      | Bernardo Ruiz            | Andrés Trobat            | Victorio García          |
| 1952      | Andrés Trobat            | José Mateo               | Cosme Barrutia           |
| 1953      | Francisco Masip          | Andrés Trobat            | Francisco Alomar         |
| 1954      | Emilio Rodríguez         | Bernardo Ruiz            | Francisco Alomar         |
| 1955      | Antonio Gelabert         | José Escolano            | José Sierra              |
| 1956      | Antonio Ferraz           | Bernardo Ruiz            | Francisco Masip          |
| 1957      | Antonio Ferraz           | René Marigil             | Antonio Jiménez Quiles   |
| 1958      | Federico Bahamontes      | Salvador Botella         | Jesús Loroño             |
| 1959      | Antonio Suárez           | Federico Bahamontes      | Jesús Galdeano           |
| 1960      | Antonio Suárez           | Jesús Loroño             | Fernando Manzaneque      |
| 1961      | Antonio Suárez           | Jesús Loroño             | Federico Bahamontes      |
| 1962      | Luis Otaño               | José Pérez Francés       | Manuel Martín Piñera     |
| 1963      | José Pérez Francés       | Miguel Pacheco           | Fernando Manzaneque      |
| 1964      | Julio Jiménez            | José Luis Talamillo      | Luis Otaño               |
| 1965      | Antonio Gómez del Moral  | José Antonio Momeñe      | Gabriel Mas              |
| 1966      | Luis Otaño               | Carlos Echevarría        | Ginés García             |
| 1967      | Luis Pedro Santamarina   | Carlos Echevarría        | Ginés García             |
| 1968      | Luis Ocaña               | Antonio Gómez del Moral  | Jesús Aranzabal          |
| 1969      | Ramón Sáez               | José Pérez Francés       | José Antonio Momeñe      |
| 1970      | José Antonio González    | Jesús Aranzabal          | Nemesio Jiménez          |
| 1971      | Eduardo Castello         | Andrés Gandarias         | Domingo Perurena         |
| 1972      | Luis Ocaña               | Domingo Perurena         | Agustín Tamames          |
| 1973      | Domingo Perurena         | José Luis Abilleira      | Juan Zurano              |
| 1974      | Vicente López Carril     | Manuel Esparza           | Antonio Menéndez         |
| 1975      | Domingo Perurena         | Javier Elorriaga         | Jaime Huelamo            |
| 1976      | Agustín Tamames          | Miguel María Lasa        | José Luis Viejo          |
| 1977      | Manuel Esparza           | José Nazabal             | Jordi Fortià             |
| 1978      | Enrique Martínez Heredia | Luis Alberto Ordiales    | Antonio Menéndez         |
| 1979      | Faustino Rupérez         | Miguel María Lasa        | Jordi Fortià             |
| 1980      | Juan Fernández Martín    | Miguel María Lasa        | Javier Elorriaga         |
| 1981      | Eulalio García           | Enrique Martínez Heredia | Juan Fernández Martín    |
| 1982      | José Luis Laguía         | Eulalio García           | Federico Echave          |
| 1983      | Carlos Hernández Bailo   | Alfonso Gutiérrez        | Antonio Coll             |
| 1984      | Jesús Ignacio Ibáñez     | Celestino Prieto         | Eduardo Chozas           |
| 1985      | José Luis Navarro        | Pello Ruiz Cabestany     | Javier Castellar         |
| 1986      | Alfonso Gutiérrez        | Ricardo Martínez         | Manuel Jorge Domínguez   |
| 1987      | Juan Carlos González     | Alfonso Gutiérrez        | Manuel Jorge Domínguez   |
| 1988      | Juan Fernández Martín    | Manuel Jorge Domínguez   | Jokin Mujika             |
| 1989      | Carlos Hernández Bailo   | Jesús Suárez Cueva       | Casimiro Moreda          |
| 1990      | Laudelino Cubino         | Francisco Javier Mauleón | Miguel Indurain          |
| 1991      | Juan Carlos González     | José Rodríguez           | Manuel Jorge Domínguez   |
| 1992      | Miguel Indurain          | Jon Unzaga               | Carlos Hernández Bailo   |
| 1993      | Ignacio García Camacho   | Miguel Indurain          | Fernando Escartín        |
| 1994      | Abraham Olano            | Ángel Edo                | Melchor Mauri            |
| 1995      | Jesús Montoya            | José María Jiménez       | Vicente Aparicio         |
| 1996      | Manuel Fernández Ginés   | Abraham Olano            | Fernando Escartín        |
| 1997      | José María Jiménez       | César Solaun             | David Etxebarria         |
| 1998      | Ángel Casero             | Juan Carlos Domínguez    | Óscar Freire             |
| 1999      | Ángel Casero             | Roberto Heras            | Joseba Beloki            |
| 2000      | Á. González de Galdeano  | Francisco Cerezo         | Ángel Edo                |
| 2001      | José Iván Gutiérrez      | Santiago Blanco          | Aitor Garmendia          |
| 2002      | Juan Carlos Guillamón    | Abraham Olano            | Miguel Martín Perdiguero |
| 2003      | Rubén Plaza              | Rafael Casero            | Benjamín Noval           |
| 2004      | Francisco Mancebo        | Alejandro Valverde       | Francisco Lara           |
| 2005      | Juan Manuel Gárate       | Francisco Mancebo        | Jordi Berenguer          |
| 2006      | Edizione annullata       | Edizione annullata       | Edizione annullata       |
| 2007      | Joaquim Rodríguez        | Alejandro Valverde       | Eladio Jiménez           |
| 2008      | Alejandro Valverde       | Óscar Sevilla            | Óscar Pereiro            |
| 2009      | Rubén Plaza              | Constantino Zaballa      | Alejandro Valverde       |
| 2010      | José Iván Gutiérrez      | Francisco Ventoso        | Koldo Fernández          |
| 2011      | José Joaquín Rojas       | Koldo Fernández          | Jesús Herrada            |
| 2012      | Francisco Ventoso        | Koldo Fernández          | Francisco José Pacheco   |
| 2013      | Jesús Herrada            | Jon Izagirre             | Luis León Sánchez        |
| 2014      | Jon Izagirre             | Alejandro Valverde       | Carlos Barbero           |
| 2015      | Alejandro Valverde       | Carlos Barbero           | Jesús Herrada            |
| 2016      | José Joaquín Rojas       | Ángel Vicioso            | Jordi Simón              |
| 2017      | Jesús Herrada            | Alejandro Valverde       | Jon Izagirre             |
| 2018      | Gorka Izagirre           | Alejandro Valverde       | Omar Fraile              |
| 2019      | Alejandro Valverde       | Luis León Sánchez        | Jesús Herrada            |
| 2020      | Luis León Sánchez        | Gorka Izagirre           | Vicente García de Mateos |
| 2021      | Omar Fraile              | Jesús Herrada            | Alex Aranburu            |
| 2022      | Carlos Rodríguez         | Jesús Herrada            | Alex Aranburu            |
| 2023      | Oier Lazkano             | Juan Ayuso               | Alex Aranburu            |
| 2024      | Alex Aranburu            | Oier Lazkano             | Jesús Herrada            |
| 2025      | Iván Romeo               | Fernando Barceló         | Roger Adrià              |

| Anno | Vincitore                 | Secondo                 | Terzo                   |
| ---- | ------------------------- | ----------------------- | ----------------------- |
| 1994 | Abraham Olano             | Marino Alonso           | Aitor Garmendia         |
| 1995 | Melchor Mauri             | Ángel Casero            | Aitor Garmendia         |
| 1996 | Íñigo González de Heredia | Á. González de Galdeano | Jaime Hernández         |
| 1997 | José Enrique Gutiérrez    | Joseba Beloki           | Juan Carlos Taboas      |
| 1998 | Abraham Olano             | Melchor Mauri           | Ángel Casero            |
| 1999 | Santos González           | Ángel Casero            | Á. González de Galdeano |
| 2000 | José Iván Gutiérrez       | David Plaza             | Á. González de Galdeano |
| 2001 | Santos González           | Antonio Tauler          | Sergi Escobar           |
| 2002 | I. González de Galdeano   | Antonio Tauler          | Á. González de Galdeano |
| 2003 | Íñigo Chaurreau           | Antonio Tauler          | Mikel Astarloza         |
| 2004 | José Iván Gutiérrez       | Luis León Sánchez       | I. Gonzalez de Galdeano |
| 2005 | José Iván Gutiérrez       | Santos González         | Rubén Plaza             |
| 2006 | Antonio Tauler            | Rubén Plaza             | David Herrero           |
| 2007 | José Iván Gutiérrez       | Luis León Sánchez       | Manuel Lloret           |
| 2008 | Luis León Sánchez         | Rubén Plaza             | José Iván Gutiérrez     |
| 2009 | Alberto Contador          | Luis León Sánchez       | Rubén Plaza             |
| 2010 | Luis León Sánchez         | José Iván Gutiérrez     | Rubén Plaza             |
| 2011 | Luis León Sánchez         | Jonathan Castroviejo    | José Iván Gutiérrez     |
| 2012 | Luis León Sánchez         | Jonathan Castroviejo    | Alejandro Marque        |
| 2013 | Jonathan Castroviejo      | Luis León Sánchez       | Rubén Plaza             |
| 2014 | Alejandro Valverde        | Ion Izagirre            | Jonathan Castroviejo    |
| 2015 | Jonathan Castroviejo      | Gorka Izagirre          | Jesús Herrada           |
| 2016 | Ion Izagirre              | Jonathan Castroviejo    | Alejandro Valverde      |
| 2017 | Jonathan Castroviejo      | Mikel Landa             | Jesús Herrada           |
| 2018 | Jonathan Castroviejo      | Gorka Izagirre          | Ion Izagirre            |
| 2019 | Jonathan Castroviejo      | Pello Bilbao            | Gorka Izagirre          |
| 2020 | Pello Bilbao              | Luis León Sánchez       | Gorka Izagirre          |
| 2021 | Ion Izagirre              | David de la Cruz        | Carlos Rodríguez        |
| 2022 | Raúl García Pierna        | Oier Lazkano            | Xabier Azparren         |
| 2023 | Jonathan Castroviejo      | Oier Lazkano            | Lluís Mas               |
| 2024 | David de la Cruz          | Markel Beloki           | Raúl García Pierna      |
| 2025 | Abel Balderstone          | David de la Cruz        | Raúl García Pierna      |

### Titoli femminili
Aggiornato all'edizione 2025.
| Anno | Vincitrice          | Seconda                | Terza                  |
| ---- | ------------------- | ---------------------- | ---------------------- |
| 1990 | Conchita Carbayeda  | Raquel Aberasturi      | Belén Cuevas           |
| 1991 | Josune Gorostidi    | Ainhoa Artolazábal     | Conchita Carbayeda     |
| 1992 | Ainhoa Artolazábal  | Conchita Carbayeda     | Belén Cuevas           |
| 1993 | Alicia Amezgaray    | Margarita Fullana      | Joane Somarriba        |
| 1994 | Joane Somarriba     | Fátima Blázquez        | Berta Fernández        |
| 1995 | María José López    | Rosario Corral         | Izasqun Bengoa         |
| 1996 | Izasqun Bengoa      | Teodora Ruano          | Joane Somarriba        |
| 1997 | Izasqun Bengoa      | Rosa María Bravo       | Joane Somarriba        |
| 1998 | Rosa María Bravo    | Izasqun Bengoa         | Berta Fernández        |
| 1999 | Margarita Fullana   | Rosa María Bravo       | Teodora Ruano          |
| 2000 | Rosa María Bravo    | Marta Vilajosana       | Teodora Ruano          |
| 2001 | Teodora Ruano       | Ana Ramírez            | María Isabel Moreno    |
| 2002 | Arantzatzu Azpiroz  | Ana Ramírez            | María Mercedes Cagigas |
| 2003 | Eneritz Iturriaga   | Rosa María Bravo       | Joane Somarriba        |
| 2004 | Ana Ramírez         | Fátima Blázquez        | Arantzatzu Azpiroz     |
| 2005 | María Isabel Moreno | Leticia Gil            | Agurtzane Elorriaga    |
| 2006 | María Isabel Moreno | Eneritz Iturriaga      | Cristina Alcalde       |
| 2007 | María Isabel Moreno | Marta Vilajosana       | Arantzatzu Azpiroz     |
| 2008 | Itxaso Leunda       | Fátima Blázquez        | Judit Masdeu           |
| 2009 | Marta Vilajosana    | Belén López            | Leticia Gil            |
| 2010 | Leire Olaberria     | Débora Gálvez          | Rosa María Bravo       |
| 2011 | Rosa Maria Bravo    | Ana Ramírez            | Silvia Tirado          |
| 2012 | Anna Sanchis        | Ana Ramírez            | Ane Santesteban        |
| 2013 | Ane Santesteban     | Maria Noriega          | Lucia Gonzalez Blanco  |
| 2014 | Ana Ramírez         | Irene San Sebastian    | Sheyla Gutiérrez       |
| 2015 | Anna Sanchis        | Sheyla Gutiérrez       | Leire Olaberría        |
| 2016 | Mavi García         | Anna Sanchis           | Sheyla Gutiérrez       |
| 2017 | Sheyla Gutiérrez    | Mavi García            | Ane Santesteban        |
| 2018 | Eider Merino        | Gloria Rodríguez       | Mavi García            |
| 2019 | Lourdes Oyarbide    | Irene Mendez Melgarejo | Mireia Benito          |
| 2020 | Mavi García         | Ane Santesteban        | Eider Merino           |
| 2021 | Mavi García         | Ane Santesteban        | Sara Martín            |
| 2022 | Mavi García         | Sandra Alonso          | Iurani Blanco          |
| 2023 | Mavi García         | Sara Martín            | Mireia Benito          |
| 2024 | Usoa Ostolaza       | Iurani Blanco          | Mavi García            |
| 2025 | Sara Martín         | Mavi García            | Usoa Ostolaza          |

| Anno | Vincitrice          | Seconda             | Terza                  |
| ---- | ------------------- | ------------------- | ---------------------- |
| 1995 | Izasqun Bengoa      | Nuria Florencio     | Ainhoa Artolazábal     |
| 1995 | Teodora Ruano       | Nuria Florencio     | Izasqun Bengoa         |
| 1996 | Joane Somarriba     | Teodora Ruano       | Izasqun Bengoa         |
| 1997 | Izasqun Bengoa      | Joane Somarriba     | Teodora Ruano          |
| 1998 | Teodora Ruano       | Izasqun Bengoa      | Marta Vilajosana       |
| 1999 | Teodora Ruano       | Gema Pascual        | Marta Vilajosana       |
| 2000 | Teodora Ruano       | Ruth Martínez       | Ruth Moll              |
| 2001 | Teodora Ruano       | Gema Pascual        | Ruth Martínez          |
| 2002 | Eneritz Iturriaga   | Teodora Ruano       | Marta Vilajosana       |
| 2003 | Teodora Ruano       | Eneritz Iturriaga   | María Isabel Moreno    |
| 2004 | Teodora Ruano       | Eneritz Iturriaga   | María Mercedes Cagigas |
| 2005 | Eneritz Iturriaga   | Teodora Ruano       | María Isabel Moreno    |
| 2006 | Eneritz Iturriaga   | María Isabel Moreno | Marta Vilajosana       |
| 2007 | María Isabel Moreno | Marta Vilajosana    | Gema Pascual           |
| 2008 | non disputato       |                     |                        |
| 2009 | Débora Gálvez       | Gema Pascual        | Leire Olaberría        |
| 2010 | Leire Olaberria     | Rosa María Bravo    | Débora Gálvez          |
| 2011 | Eneritz Iturriaga   | Anna Sanchis        | Belen Lopez            |
| 2012 | Anna Sanchis        | María Noriega       | Belen Lopez            |
| 2013 | Anna Sanchis        | Leire Olaberria     | Belen Lopez            |
| 2014 | Leire Olaberria     | Belen Lopez         | Ana Ramírez            |
| 2015 | Ana Sanchis         | Sheyla Gutiérrez    | Leire Olaberria        |
| 2016 | Ana Sanchis         | Gloria Rodríguez    | Mavi García            |
| 2017 | Lourdes Oyarbide    | Mavi García         | Sheyla Gutiérrez       |
| 2018 | Mavi García         | Eider Merino        | Alicia González        |
| 2019 | Sheyla Gutiérrez    | Lourdes Oyarbide    | Gloria Rodríguez       |
| 2020 | Mavi García         | Sara Martín         | Sheyla Gutiérrez       |
| 2021 | Mavi García         | Sara Martín         | Lourdes Oyarbide       |
| 2022 | Mavi García         | Sheyla Gutiérrez    | Sandra Alonso          |
| 2023 | Mireia Benito       | Mavi García         | Sandra Alonso          |
| 2024 | Mireia Benito       | Sandra Alonso       | Mavi García            |
| 2025 | Mireia Benito       | Usoa Ostolaza       | Ariana Gilabert        |